# Boston-Marathon 2006
Der Boston-Marathon 2006 war die 110. Ausgabe der jährlich stattfindenden Laufveranstaltung in Boston, Vereinigte Staaten. Der Marathon fand am 17. April 2006 statt und war der erste World Marathon Majors des Jahres.
Bei den Männern gewann Robert Kipkoech Cheruiyot in 2:07:14 h und bei den Frauen Rita Jeptoo Sitienei in 2:23:38 h.

## Ergebnisse

### Männer
| Platz | Athlet                    | Land               | Zeit (h) |
| ----- | ------------------------- | ------------------ | -------- |
| 01    | Robert Kipkoech Cheruiyot | Kenia              | 2:07:14  |
| 02    | Benjamin Maiyo            | Kenia              | 2:08:21  |
| 03    | Meb Keflezighi            | Vereinigte Staaten | 2:09:56  |
| 04    | Brian Sell                | Vereinigte Staaten | 2:10:55  |
| 05    | Alan Culpepper            | Vereinigte Staaten | 2:11:05  |
| 06    | Kenjiro Jitsui            | Japan              | 2:11:32  |
| 07    | Peter Gilmore             | Vereinigte Staaten | 2:12:45  |
| 08    | William Kiplagat          | Kenia              | 2:13:26  |
| 09    | Wilson Onsare             | Kenia              | 2:13:47  |
| 10    | Clint Verran              | Vereinigte Staaten | 2:14:12  |

### Frauen
| Platz | Athletin             | Land                   | Zeit (h) |
| ----- | -------------------- | ---------------------- | -------- |
| 01    | Rita Jeptoo Sitienei | Kenia                  | 2:23:38  |
| 02    | Jeļena Prokopčuka    | Lettland               | 2:23:48  |
| 03    | Reiko Tosa           | Japan                  | 2:24:11  |
| 04    | Bruna Genovese       | Italien                | 2:25:28  |
| 05    | Kiyoko Shimahara     | Japan                  | 2:26:52  |
| 06    | Alewtina Biktimirowa | Russland               | 2:26:58  |
| 07    | Olivera Jevtić       | Serbien und Montenegro | 2:29:38  |
| 08    | Madina Biktagirowa   | Russland               | 2:30:06  |
| 09    | Olesja Nurgalijewa   | Russland               | 2:30:16  |
| 10    | Živilė Balčiūnaitė   | Litauen                | 2:32:16  |